# Rebellion Festival
Rebellion Festival, voorheen Holidays in the Sun Festival en Wasted Festival genoemd, is een onafhankelijk punkfestival dat voor het eerst werd gehouden in 1996. Elk jaar spelen meer dan 300 acts op het festival gedurende een periode van vier dagen, die meestal wordt georganiseerd in het eerste weekend van augustus (van donderdag tot zondag).
Het eerste festival in 1996 werd gehouden in Winter Gardens, Blackpool, Engeland. Het wordt nog steeds op deze zelfde manier georganiseerd, hoewel het festival tijdens sommige edities in het nabijgelegen Morecambe werd gehouden. Er zijn ook festivals gehouden onder de naam Rebellion Festival en vroegere merknamen in onder andere Australië, de Verenigde Staten, Japan, Duitsland, Nederland, Italië, België, het Baskenland, Ierland en Oostenrijk.
Het festival is nog steeds een familiebedrijf en viert punkmuziek in al zijn verschillende genres en vormen, maar boekt daarnaast ook bands die andere alternatieve genres spelen, plus een aantal glamrockkunstenaars en bands uit de jaren 60 en 70 die qua stijl weinig veranderd zijn. Er zijn maximaal zeven podia met daarbij ook een akoestisch podium, een literair podium en een kunstgalerie samen met vele workshops en kraampjes voor kleding, muziek en andere producten.

## Festivals
| Jaar | Naam                | Land(en)                                           | Engelse locatie |
| ---- | ------------------- | -------------------------------------------------- | --------------- |
| 1996 | Holidays in the Sun | Verenigd Koninkrijk                                | Blackpool       |
| 1997 | Holidays in the Sun | Verenigd Koninkrijk                                | Morecambe       |
| 1998 | Holidays in the Sun | Verenigd Koninkrijk                                | Morecambe       |
| 1999 | Holidays in the Sun | Verenigd Koninkrijk België                         | Morecambe       |
| 2000 | Holidays in the Sun | Verenigd Koninkrijk Baskenland Duitsland           | Morecambe       |
| 2001 | Holidays in the Sun | Verenigd Koninkrijk Verenigde Staten               | Morecambe       |
| 2002 | Holidays in the Sun | Verenigd Koninkrijk Japan Ierland Verenigde Staten | Blackpool       |
| 2003 | Holidays in the Sun | Verenigd Koninkrijk                                | Morecambe       |
| 2004 | Wasted              | Verenigd Koninkrijk België                         | Morecambe       |
| 2005 | Wasted              | Verenigd Koninkrijk Nederland                      | Morecambe       |
| 2006 | Wasted              | Verenigd Koninkrijk Nederland Australië            | Blackpool       |
| 2007 | Rebellion           | Verenigd Koninkrijk Nederland                      | Blackpool       |
| 2008 | Rebellion           | Verenigd Koninkrijk Oostenrijk                     | Blackpool       |
| 2009 | Rebellion           | Verenigd Koninkrijk                                | Blackpool       |
| 2010 | Rebellion           | Verenigd Koninkrijk Italië                         | Blackpool       |
| 2011 | Rebellion           | Verenigd Koninkrijk Nederland                      | Blackpool       |
| 2012 | Rebellion           | Verenigd Koninkrijk                                | Blackpool       |
| 2013 | Rebellion           | Verenigd Koninkrijk                                | Blackpool       |
| 2014 | Rebellion           | Verenigd Koninkrijk Nederland                      | Blackpool       |
| 2015 | Rebellion           | Verenigd Koninkrijk                                | Blackpool       |
| 2016 | Rebellion           | Verenigd Koninkrijk                                | Blackpool       |
| 2017 | Rebellion           | Verenigd Koninkrijk Ierland                        | Blackpool       |
| 2018 | Rebellion           | Verenigd Koninkrijk Nederland                      | Blackpool       |

## Bands die op het festival hebben gespeeld
- Public Image Ltd
- Bad Religion
- NOFX
- Stiff Little Fingers
- Discharge
- The Exploited
- On Trial UK
- The Business
- Charged GBH
- V2,
- USSR,
- TV Smith
- Anti-Pasti
- Sham 69
- X-Ray Spex
- Alternative TV
- The Carpettes
- Sic Boy Federation
- Public Toys
- Walking Abortions
- Buzzcocks
- Slaughter & The Dogs
- Die Toten Hosen

- Splodgenessabounds
- External Menace
- Eater
- Special Duties
- Pasti
- UK Subs
- 999
- Radio Stars
- Chealsea
- The Vibrators
- Suburban Studs
- Anti-Nowhere League
- One Way System
- Major Accident
- The Damned
- Chron Gen
- Jayne County
- Spizzenergi
- Zounds
- The Crack
- B Bang Cider
- Theatre of Hate
- Spear of Destiny

- Omega Tribe
- English Dogs
- John Cooper Clarke
- Stains
- Blyth Power
- Identity
- Hanx
- Krill
- Proles
- Salford Jets
- Erase Today
- Notsensibles
- The Casualties
- The Drones
- MDM
- Funeral Dress
- The Lurkers
- The Blood
- Capo Regime
- Cock Sparrer
- The Deckchairs
- Wonk Unit
- The Featherz